# Appias indra
Plain Puffin, Appias indra là một loài bướm nhỏ thuộc họ Pieridae, có màu vàng và trắng, được tìm thấy ở India.

## Thức ăn
Drypetes oblongifolia and Putranjiva roxburghii, both from the plant family Putranjivaceae.

## Hình ảnh

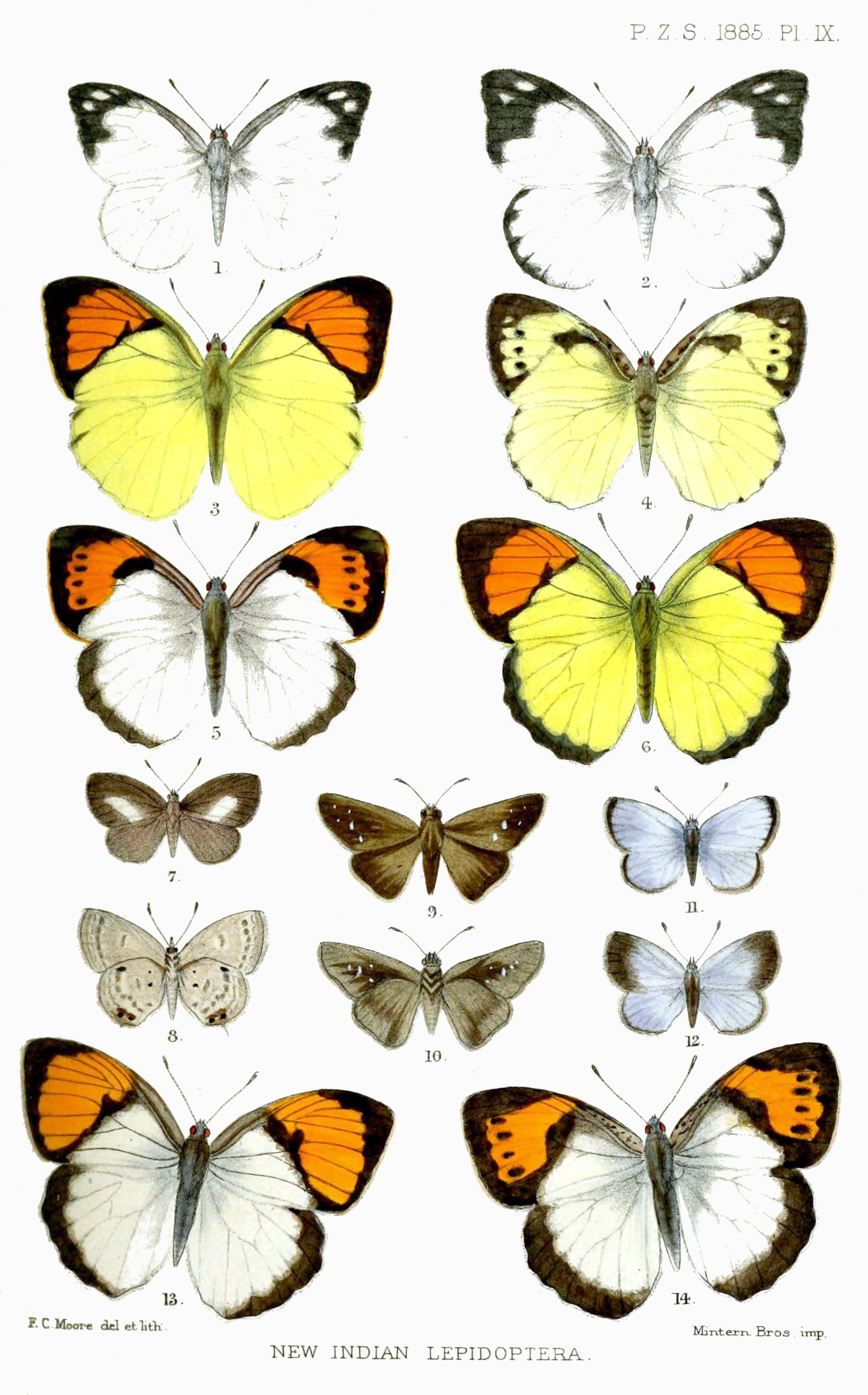
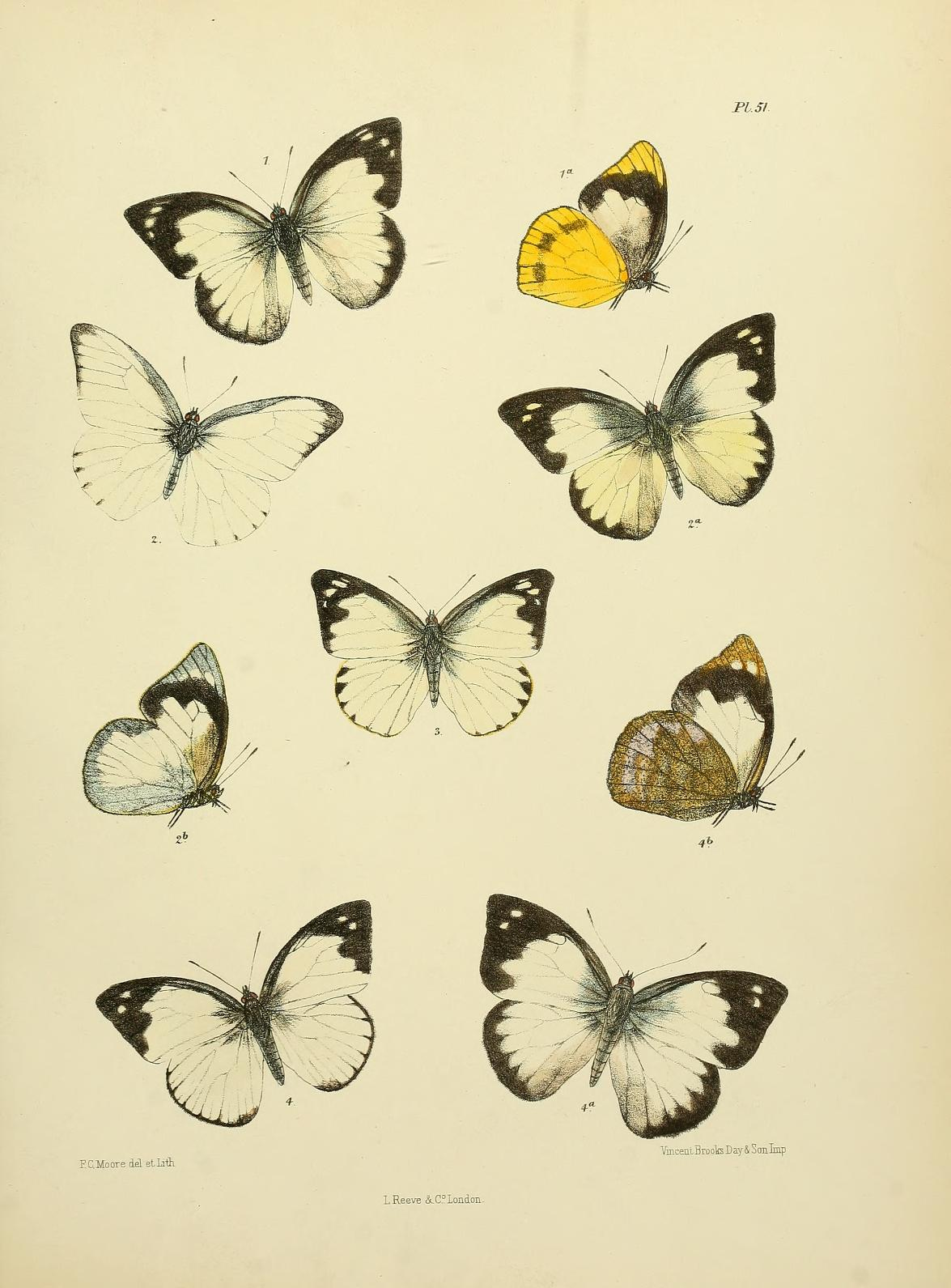
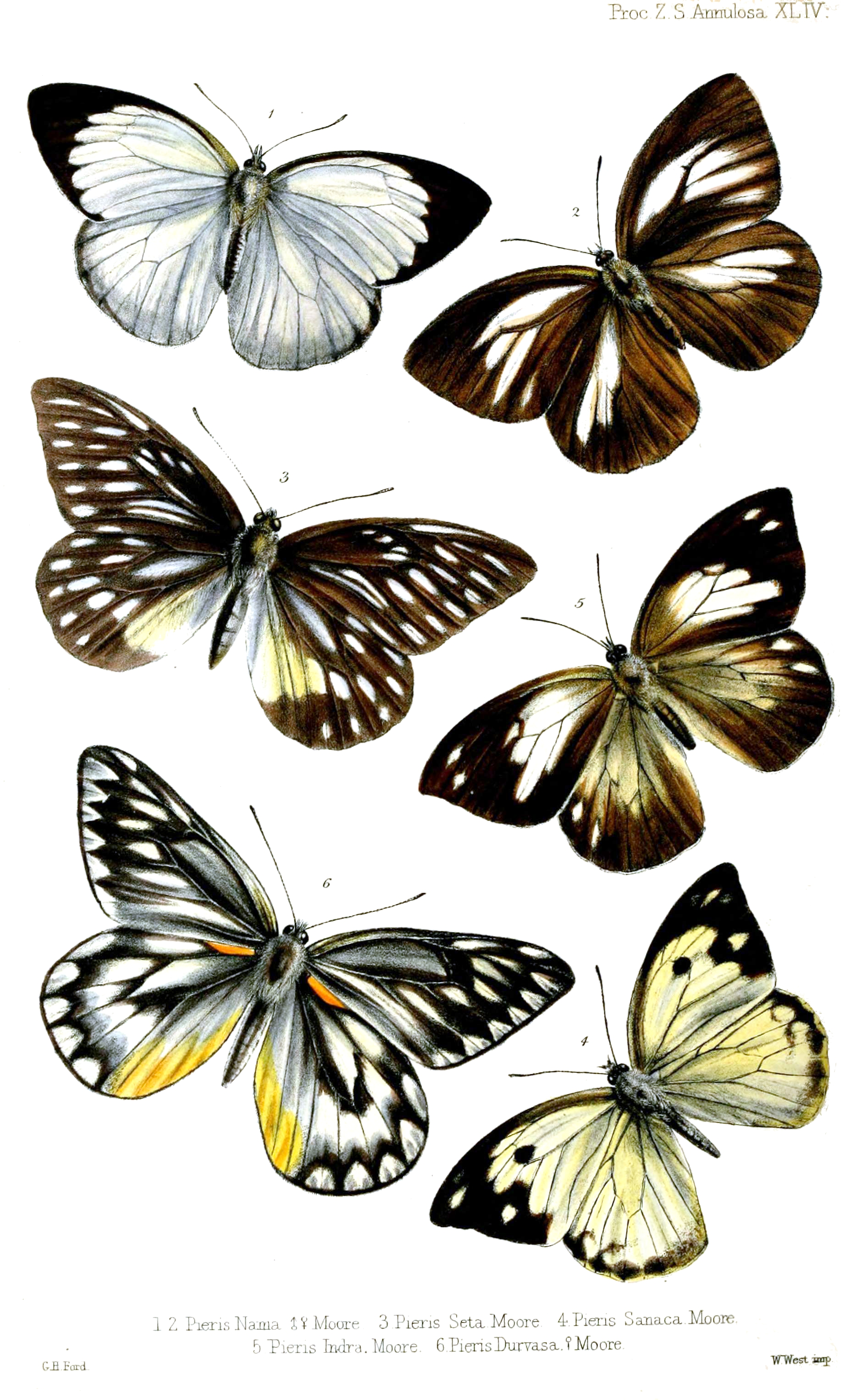